# بری جانستن
بری جانستن (انگلیسی: Berry Johnston؛ زادهٔ ۲۵ سپتامبر ۱۹۳۵) بازیکن پوکر اهل ایالات متحده آمریکا است.